# 木山英求
木山 英求（きやま えいきゅう、1954年12月24日 - ）は、広島県安芸郡天応出身の元プロ野球選手（外野手）。

## 経歴
広島県呉市にある私立呉港高校出身。広島の高校球界では知られた存在であった。1972年に広島東洋カープの入団テストに合格し、ドラフト9位指名で入団。外野手であったが、守備は内野ならどこでもこなせる器用さがあった。その反面、パンチ不足と鈍足という欠点があり決め手に欠いた。
入団後、ファームでは実績を積んで存在感はあったが、当時の広島は常勝軍団になっており、一軍への道のりは険しかった。同期入団の木本茂美やその後活躍した長内孝なども当時はなかなか一軍入りが難しかった。そのため、10年間で一軍には10試合出場3打数無安打の記録しか残せなかった。10年目の1982年にはウエスタン・リーグで打率.339で2位になった。
1983年、チームメートであった福士敬章と共に、広島を退団し韓国プロ野球の三美スーパースターズに移籍。登録名「李 英求（イ・ヨング、이영구）」として3年間活躍した。
関川夏央著の「海峡を越えたホームラン」（双葉文庫）によれば、韓国のスポーツ新聞には「日本二軍で打撃2位の李英求や金茂宗（木本茂美）が、当地では打撃20傑にも入らぬところを見れば、我々の野球は日本の一軍と二軍の間の水準にあると判断できる」との記事があったという。
引退後、故郷の広島つけ麺の味を東京に広めるため、東京都品川区西五反田（不動前駅前）に「唐々亭」のフランチャイズ店を開店。その後独立を経て、2014年に目黒区原町（西小山駅近く）に移転し「麺屋・求」と改名(2023年1月に閉店)。つけ麺の他、ラーメンやカレーを提供しており、シーズン中は店内でカープ戦を放映する。

## 詳細情報

### 年度別打撃成績
| 年 度   | 球 団     | 試 合 | 打 席 | 打 数 | 得 点 | 安 打 | 二 塁 打 | 三 塁 打 | 本 塁 打 | 塁 打 | 打 点 | 盗 塁 | 盗 塁 死 | 犠 打 | 犠 飛 | 四 球 | 敬 遠 | 死 球 | 三 振 | 併 殺 打 | 打 率 | 出 塁 率 | 長 打 率 | O P S |
| ------- | --------- | ----- | ----- | ----- | ----- | ----- | -------- | -------- | -------- | ----- | ----- | ----- | -------- | ----- | ----- | ----- | ----- | ----- | ----- | -------- | ----- | -------- | -------- | ----- |
| 1980    | 広島      | 1     | 2     | 2     | 0     | 0     | 0        | 0        | 0        | 0     | 0     | 0     | 0        | 0     | 0     | 0     | 0     | 0     | 0     | 0        | .000  | .000     | .000     | .000  |
| 1981    | 広島      | 9     | 1     | 1     | 0     | 0     | 0        | 0        | 0        | 0     | 0     | 0     | 0        | 0     | 0     | 0     | 0     | 0     | 0     | 0        | .000  | .000     | .000     | .000  |
| 1983    | 三美 青宝 | 100   | 418   | 368   | 48    | 102   | 21       | 2        | 5        | 142   | 36    | 5     | 8        | 12    | 3     | 30    | 1     | 4     | 19    | 10       | .277  | .336     | .386     | .722  |
| 1984    | 三美 青宝 | 100   | 429   | 378   | 42    | 97    | 23       | 0        | 5        | 135   | 37    | 5     | 4        | 5     | 1     | 40    | 3     | 4     | 30    | 16       | .257  | .333     | .357     | .690  |
| 1985    | 三美 青宝 | 77    | 281   | 246   | 29    | 69    | 18       | 0        | 3        | 96    | 31    | 3     | 2        | 4     | 3     | 26    | 1     | 2     | 14    | 3        | .280  | .350     | .390     | .740  |
| NPB:2年 | NPB:2年   | 10    | 3     | 3     | 0     | 0     | 0        | 0        | 0        | 0     | 0     | 0     | 0        | 0     | 0     | 0     | 0     | 0     | 0     | 0        | .000  | .000     | .000     | .000  |
| KBO:3年 | KBO:3年   | 277   | 1128  | 992   | 119   | 268   | 62       | 2        | 13       | 373   | 104   | 13    | 14       | 21    | 7     | 96    | 5     | 10    | 63    | 29       | .270  | .338     | .376     | .714  |

- 三美（三美スーパースターズ）は、1985年途中に青宝（青宝ピントゥス）に球団名を変更

### 記録
- 初出場：1980年10月22日、対ヤクルトスワローズ26回戦（広島市民球場）、6回表に三塁手で出場

### 背番号
- 59 （1973年 - 1974年）
- 46 （1975年 - 1982年）
- 9 （1983年 - 1985年）

### 登録名
- 木山 英求 （きやま えいきゅう、1973年 - 1982年）
- 李 英求 （イ・ヨング、이영구、1983年 - 1985年）